# Aletes (zoon van Hippotes)
Aletes (Oudgrieks: Ἀλήτης, Alētēs) was de zoon van Hippotes.
Hij verdreef bij de inval van de Heracliden de Sisyphiden uit Korinthe en werd vervolgens zelf koning.